# Natação artística no Campeonato Mundial de Esportes Aquáticos de 2024 - Rotina acrobática equipes

A prova da rotina acrobática equipes da natação artística no Campeonato Mundial de Esportes Aquáticos de 2024 foi realizada nos dias 3 e 4 de fevereiro de 2024 em Doha, no Catar.

## Cronograma
Todos os horários estão na hora local (UTC+3).
| Data           | Hora  | Evento       |
| -------------- | ----- | ------------ |
| 3 de fevereiro | 19:00 | Eliminatória |
| 4 de fevereiro | 14:00 | Final        |

## Formato da competição
A competição consiste em duas rodadas: preliminar e final. As 12 melhores equipes classificam-se a final.

## Medalhistas
| Ouro | Prata | Bronze |
| China · Chang Hao · Feng Yu · Wang Ciyue · Wang Liuyi · Wang Qianyi · Xiang Binxuan · Xiao Yanning · Zhang Yayi | Ucrânia · Maryna Aleksiiva · Vladyslava Aleksiiva · Marta Fiedina · Oleksandra Goretska · Veronika Hryshko · Daria Moshynska · Anastasiia Shmonina · Valeriya Tyshchenko | Estados Unidos · Anita Álvarez · Jaime Czarkowski · Nicole Dzurko · Keana Hunter · Audrey Kwon · Calista Liu · Bill May · Daniella Ramirez |

## Resultados
| Pos.              | Nacionalidade  | Eliminatória | Eliminatória | Final         | Final         |
| Pos.              | Nacionalidade  | Pontos       | Pos.         | Pontos        | Pos.          |
| ----------------- | -------------- | ------------ | ------------ | ------------- | ------------- |
| Medalha de ouro   | China          | 247.0233     | 1            | 244.1767      | 1             |
| Medalha de prata  | Ucrânia        | 243.2134     | 2            | 243.3167      | 2             |
| Medalha de bronze | Estados Unidos | 220.0534     | 6            | 242.2300      | 3             |
| 4                 | Canadá         | 220.8767     | 4            | 222.1367      | 4             |
| 5                 | Espanha        | 220.3767     | 5            | 219.9367      | 5             |
| 6                 | Itália         | 209.8799     | 9            | 213.3501      | 6             |
| 7                 | Japão          | 209.8801     | 8            | 206.7434      | 7             |
| 8                 | Egito          | 186.9534     | 11           | 196.3433      | 8             |
| 9                 | Israel         | 206.8200     | 10           | 188.5401      | 9             |
| 10                | México         | 225.0267     | 3            | 187.6499      | 10            |
| 11                | Chile          | 182.6333     | 12           | 186.8766      | 11            |
| 12                | Grécia         | 214.2368     | 7            | 173.0234      | 12            |
| 13                | Cazaquistão    | 177.1933     | 13           | Não avançaram | Não avançaram |
| 14                | Hungria        | 174.3800     | 14           | Não avançaram | Não avançaram |
| 15                | Austrália      | 172.9033     | 15           | Não avançaram | Não avançaram |
| 16                | Eslováquia     | 172.2900     | 16           | Não avançaram | Não avançaram |
| 17                | Tailândia      | 161.9300     | 17           | Não avançaram | Não avançaram |
| 18                | Macau          | 158.0933     | 18           | Não avançaram | Não avançaram |
| 19                | Brasil         | 147.3167     | 19           | Não avançaram | Não avançaram |